# Cissus macrophylla
Cissus macrophylla là một loài thực vật hai lá mầm trong họ Nho. Loài này được Jungh. miêu tả khoa học đầu tiên năm 1840.